# Rolando Lagomarsino
Rolando Luis Lagomarsino (Buenos Aires, 5 de diciembre de 1903 - íd., 29 de marzo de 1984) fue un industrial y político argentino, de destacada participación en el peronismo.

## Biografía
Era hijo de Carlos Lagomarsino, el mayor fabricante de sombreros de Buenos Aires; estudió medicina en la Universidad de Buenos Aires, aunque nunca se recibió. Se casó en primeras nupcias con Blanca Rosa López Rosende en 1928; años más tarde se divorció y se casó con Ana Weingury.
Continuó con la fábrica de sombreros de su padre y luego adquirió una curtiembre de cueros de liebre en sociedad con su cuñado Ricardo Guardo. Formaba parte de la Unión Industrial Argentina (UIA) y apoyó desde un principio la Revolución del 43. En 1944 Edelmiro J. Farrell lo nombró presidente del Banco Hipotecario Nacional.
En 1946 fue elegido presidente de la UIA, para suceder a Luis Colombo, que se había pronunciado fuertemente contra la candidatura presidencial de Juan Domingo Perón y renunció cuando éste triunfó. En el mes de junio fue nombrado Secretario de Industria de la Nación por el presidente Perón, ocupando ese cargo poco más de un año. Durante su gestión se fundó el Instituto Argentino de Promoción del Intercambio (IAPI), de cuyo directorio formó parte.
Su hermana, Lillian Lagomarsino de Guardo, era la esposa de Ricardo Guardo, presidente de la Cámara de Diputados.
Durante su gestión construyó el primer gran gasoducto del país, que unía Comodoro Rivadavia con Buenos Aires. El extenso gasoducto, 1605 km, uno de los más largos del mundo en su momento; más tarde la cañería sería extendida hasta Cañadón Seco, logrando extenderse por 100 km más. A partir de ese momento, el gobierno peronista aplicó una política tendiente a la baja sostenida de tarifas y la expansión del sistema de gas por redes, con lo cual la distribución de gas aumentó de 300 000 metros cúbicos por día a 15 000 000 de metros cúbicos, abaratando en un tercio los costos. La Argentina se colocaba así entre los tres países más avanzados en el aprovechamiento del gas natural, junto con los Estados Unidos y la Unión Soviética. Este gasoducto lleva actualmente el nombre de Gasoducto “Presidente Perón”. En septiembre de 1955 él y su familia marcharon al exilio a Brasil, donde se desempeñaría como asesor de una empresa gasífera en Pernambuco
Durante el resto de la presidencia de Perón no ocupó cargos públicos. Volvió a adquirir notoriedad después del derrocamiento de Perón en 1955, cuando escribió una carta al gobierno de la dictadura
En 1958, cuando un pariente, el abogado Raúl Lagomarsino, fue acusado de haber organizado una revolución contra Arturo Frondizi, Rolando Lagomarsino publicó una solicitada aclarando que aquel no formaba parte de su empresa.
Falleció en 1984.